# Афгано-пакистанский пограничный конфликт (с 2024)
Афгано-пакистанский пограничный конфликт 2024 года (англ. 2024 Afghanistan–Pakistan skirmishes) —  вооружённые столкновения на афгано-пакистанской границе, начавшиеся в марте 2024 года (первая фаза) и 25 декабря этого же года (вторая фаза).

## Предыстория
Хотя в прошлом Пакистан обвиняли в поддержке афганских талибов, после возвращения талибов к власти в 2021 году между Афганистаном и Пакистаном неоднократно вспыхивали пограничные конфликты. Пакистанское правительство обвиняет власти афганских талибов в укрывательстве повстанцев пакистанского движения Техрик-е Талибан в ходе своего растущего повстанческого движения.

## Ход конфликта

### Март 2024 года
16 марта 2024 года боевики взорвали грузовик с бомбой и обстреляли пакистанских солдат на пограничном посту. В результате взрыва грузовика погибли 5 пакистанских солдат, еще 2 были убиты во время обстрела. 6 боевиков, по данным пакистанской армии, также были убиты. Ответственность за нападение взяла на себя группа боевиков, известная как Джаиш-и-Фурсан-и-Мухаммад. Пакистанское правительство заявило, что ее члены являются частью пакистанских талибов Техрик-е Талибан. Правительство Афганистана же отрицало, что преступники были с их территории. 17 марта 2024 года президент Пакистана Асиф Али Зардари заявил о намерении расправиться с виновными в нападении.

#### Авиаудары ВВС Пакистана
18 марта 2024 года в ответ на нападение боевиков ВВС Пакистана нанесли два авиаудара по восточным пограничным провинциям Афганистана Хост и Пактика. Афганское правительство утверждает, что в результате авиаударов погибли 5 женщин и 3 ребёнка.
В ответ на авиаудары Министерство обороны Афганистана заявило, что наносит удары по многочисленным пакистанским позициям на границе. В результате минометного обстрела с афганской стороны в Курраме было ранено 4 мирных жителей и 3 военнослужащих. В результате обстрела погиб пакистанский капитан и еще 2 солдат получили ранения. Представители Талибана не сообщили о своих потерях, однако местные афганцы сообщили о гибели в ходе столкновений солдата афганской армии.
20 марта боевики-сепаратисты из Армии освобождения Белуджистана атаковали портовый город Гвадар. Нападение не удалось благодаря быстрому реагированию пакистанских сил безопасности. В результате столкновения погибли 8 боевиков АОБ и 2 пакистанских солдат. Главный министр Белуджистана Сарфраз Бугти заявил, что нападавшие из АОБ прибыли из Афганистана и получили убежище от афганского правительства.
22 марта террорист-смертник на своем автомобиле врезался в военный конвой, проходивший через Дера Исмаил Хан. В результате нападения погибли 2 пакистанских солдата и еще 15 получили ранения. В ответ на это нападение Пакистан пообещал решительный отпор терроризму.
25 марта Армия освобождения Белуджистана атаковала военно-морскую базу Пакистана PNS Siddique в Турбате, где расположены американские и китайские самолеты. Это нападение было сорвано пакистанскими силами безопасности. Кроме того, 6 боевиков ОАБ были убиты пограничным корпусом за периметром базы, а один пакистанский солдат погиб.
26 марта 2024 года в округе Шангла террорист-смертник атаковал автобус, перевозивший пятерых китайских рабочих и их пакистанского водителя по пути к плотине Дасу. В результате нападения все погибли. Пакистанская полиция задержала более 12 человек, в том числе несколько граждан Афганистана. Однако правительство талибов в Афганистане неоднократно отрицало предоставление убежища боевикам.

### Декабрь 2024
21 декабря по меньшей мере 16 пакистанских солдат погибли в результате нападения боевиков Техрик-е Талибан на аванпост в Южном Вазиристане. 
25 декабря 2024 года ВВС Пакистана нанесли высокоточные авиаудары в ответ на нападение 21 декабря по семи точкам, расположенным в четырех деревнях афганской провинции Пактика, первоначально заявив, что уничтожили 20-25 террористов. По сообщениям, деревня Мург Базар была полностью разрушена.
В ходе авиаударов были поражены четыре особо важные цели, включавшие лагеря террористов и укрытия ключевых командиров, в том числе лагерь старшего командира Техрик-е Талибана Шера Замана по кличке Мухлис Яр, вербовочный лагерь командира Абу Хамзы и лагерь подготовки смертников Ахтара Мухаммада по кличке Халил. Все эти командиры использовали лагеря для вербовки и подготовки детей-смертников и террористов. Четвертой целью, по которой нанесли удар ВВС, стал центр ТТП «Умар Медиа», возглавляемый командиром ТТП Шоаибом Икбалом по прозвищу Мунеб Джатт, откуда ТТП распространяло свою пропаганду. Официальный представитель режима афганских талибов Забиулла Муджахид подтвердили сообщения об ударе, нанесенном пакистанскими силами, но заявили, что среди погибших и раненых есть дети и другие гражданские лица. Удары ВВС Пакистана стали третьим случаем нападения на афганскую территорию с момента падения Кабула. В результате авиаударов ВВС Пакистана 46 человек были убиты и 6 ранены, среди жертв были дети.
26 декабря 2024 года началась перестрелка между афганскими и пакистанскими войсками на границе, при этом ни одна из сторон не сообщила о потерях. 27 декабря афганские и пакистанские пограничные войска в течение нескольких часов вели перестрелку в Данд-Ав-Патане. Несколько домов мирных жителей были повреждены пакистанскими ракетами.
28 декабря вновь вспыхнули бои: министерство обороны Афганистана заявило об атаке «нескольких пунктов» на границе с Пакистаном. Пакистанские органы безопасности сообщили о двух вторжениях. Источник в органах безопасности сообщил AFP, что один пакистанский военизированный отряд был убит, а еще семь получили ранения. Также пакистанские органы безопасности сообщили, что в ходе обеих попыток вторжения было убито более 15 боевиков ТТП и афганских талибов, в то время как 3 пакистанских солдат были ранены. По сообщению TOLOnews, 5 человек были убиты и 5 ранены в результате минометного обстрела пакистанской армией.

### Январь 2025
3 января Талибы взяли под контроль населённый пункт в 24 км от линии Дюранда афгано-пакистанской границы. Премьер-министр Пакистана Шахбаз Шариф заявил, что инцидент требует решительных действий для искоренения «Талибана» раз и навсегда, подчеркнув угрозу, которую эта организация представляет для национальной безопасности.

### Февраль 2025
С 3 февраля известны случаи о локальных столкновениях войск двух стран. Эти бои привели к эвакуации населения Афганистана из близлежащих населённых пунктов.
16 февраля случилось столкновение на КПП «Торкхам». Последствия стали взаимные обстрелы регионов. Правительства Афганистана и Пакистана заявили о отсутствии жертв.

### Март 2025
С 2 по 3 марта началась перестрелка между пограничниками Афганистана и Пакистана.
2 марта "Талибан" подтвердил, что вооруженная борьба не обошлась без жертв: один из их пограничников был убит, а двое других получили ранения в перестрелке. 3 марта 2025 года стрельба возобновилась. Согласно независимым источникам, минимум 3 пакистанских солдата получили ранения, а трое членов "Талибана" были убиты. В результате перестрелки на стороне Пакистана 1 мирный житель получил ранения.
3-4 марта вновь начались столкновения, также сообщили о постройке блокпоста "Талибана" на территории Пакистана.

### Май 2025 года
В мае 2025 года конфликт между Пакистаном и Афганистаном достиг пика. В приграничных районах наблюдался всплеск боевых действий, особенно в провинции Гильменд, которая находится на территории Афганистана. Пакистанские военные заявили о нанесении авиаударов по предполагаемым лагерям боевиков, в ответ на что афганская сторона обвинила Пакистан в нарушении суверенитета и гибели мирных жителей.
30 мая, в приграничном районе Бахрамча провинции Гильменд, на границе с Пакистаном, произошли вооружённые столкновения между афганскими талибами и пакистанскими военными. Причиной конфликта стало строительство новых контрольно-пропускных пунктов на территории Пакистана. В ответ на это оба государства полностью закрыли границу.

### Июнь 2025 года
Благодаря посредничеству Китая, Исламабад и Кабул открыли свои посольства в столицах друг друга. Соглашение, достигнутое при участии Китая, предусматривает, что Афганистан будет активно препятствовать нападениям боевиков с его территории на Пакистан.